# Das Salz der Tränen
Das Salz der Tränen (Originaltitel: Le sel des larmes, englischer Titel: The Salt of Tears) ist ein französisch-schweizerischer Spielfilm von Philippe Garrel aus dem Jahr 2020. Das Liebesdrama in Schwarzweißbildern, für das der Regisseur auch das Drehbuch mitverfasste, handelt von einem jungen Studenten (dargestellt von Logann Antuofermo), der zwischen mehreren Frauen steht und wegen seiner großen Vaterbindung nicht bindungs- und liebesfähig ist.
Die Uraufführung fand am 22. Februar 2020 im Rahmen des Wettbewerbs der 70. Internationalen Filmfestspiele Berlin statt. Ein Kinostart in Frankreich fand am 15. Juli 2020 statt.

## Handlung
Der aus der französischen Provinz stammende Luc reist nach Paris, um die Aufnahmeprüfung an der École Boulle, der Hochschule für Bildende Kunst, Kunsthandwerk und Angewandte Kunst, abzulegen. Er möchte Kunsttischler werden. Sein Vater ist Tischler. Luc ist bei ihm aufgewachsen und auch Tischler geworden. Sie arbeiten eng zusammen, überhaupt hat Luc eine enge Vaterbindung. Kunsttischler zu werden, hat sein Vater nicht geschafft, nun soll das Luc erreichen.
Als Provinzler wirkt er in Paris verloren. Es ist ein Glück, dass er zufällig die schüchterne Djemila trifft, die ihm den Weg zeigen kann. Luc würde gern ein Verhältnis mit Djemila haben. Djemila findet Luc auch süß, aber, als er intim werden will, weist sie ihn zurück. So reist er enttäuscht nach der Aufnahmeprüfung zurück in die Provinzstadt. Zufällig begegnet er dort der ehemaligen Schulkameradin Geneviève. Sie ist offen für ein auch intimes Verhältnis mit Luc. So verkehrt sie bald auch im Haus von Luc und seinem Vater. Djemila will Luc nicht verlieren, zumal er ihr versichert hatte, sie nicht zu vergessen. So vereinbart sie mit Luc einen Besuch. Er besorgt ihr ein Zimmer. Doch aus dem Plan hinter dem Rücken von Geneviève Djemila aufzusuchen wird nichts, weil Geneviève an diesem Abend bei ihm bleibt. So wartet Djemila in dem Zimmer vergeblich auf Luc. Unter Tränen fährt sie am nächsten Morgen nach Paris zurück.
Luc erhält die Nachricht, dass er an der École Boulle in Paris studieren kann. Sein Vater weint vor Freude. Vor der Abreise sagt ihm Geneviève, dass sie ein Kind von ihm erwartet. Er weist sie gefühllos egoistisch zurück. Er sei noch nicht soweit. Er beschuldigt sie gar, ihn übertölpelt zu haben. Geneviève weint sich bei Lucs Vater aus, der erkennt, dass sich wohl Luc so verhält, weil er ihn zu stark an sich band. Luc ist einsam in Paris. Er sucht Frauenbekanntschaften, verfolgt gar Frauen auf der Straße. Er sucht eine Frau, die ihn stärker beeindrucken kann als sein Vater. Auf Vermittlung eines Schulkameraden lernt er die Krankenschwester Betsy kennen. Sie zieht zu ihm, bringt aber den Kollegen Paco mit, der unter einem Vorwand mit einzieht. Luc akzeptiert, dass er Betsy teilen muss. Als er einmal wieder nicht in sein Zimmer kann, weil Betsy mit Paco intim ist, hofft er auf Djemila. Doch die ist inzwischen schwanger. Dann stirbt sein Vater in einem Pariser Krankenhaus. Luc wirft den Nebenbuhler Paco aus seiner Wohnung und weint haltlos. Betsy kann ihn nicht trösten. Er begreift, dass er nun allein ist.

## Hintergrund
Das Salz der Tränen ist für Philippe Garrel der 27. Spielfilm als Regisseur, der das Drehbuch mit seinen langjährigen Weggefährten Jean-Claude Carrière und Arlette Langmann verfasste. Er drehte den Film in Schwarzweiß, wobei er auf Renato Berta als Kameramann zurückgriff, der mit ihm bereits zuvor an seinen letzten beiden Werken Liebhaber für einen Tag (2017) und Im Schatten der Frauen (2015) zusammengearbeitet hatte. Ebenfalls an Liebhaber für einen Tag mitgewirkt hatte Schauspielerin Louise Chevillotte, während der Theaterschauspieler Logann Antuofermo in der Hauptrolle des Luc sein Filmdebüt gibt.
Die Dreharbeiten waren vom 2. April bis 24. Mai 2019 angesetzt.
Der Film wurde von Édouard Weil für Rectangle Productions produziert, der zuletzt an Ein brennender Sommer (2011) und Vor dem Morgengrauen (2008) mit Garrel zusammengearbeitet hatte. Koproduziert wurde Das Salz der Tränen von Arte France Cinéma in Zusammenarbeit mit der Schweizer Close Up Films und Radio Télévision Suisse. Der französische Verleih ist Ad Vitam; die weltweiten Verwertungsrechte liegen bei der deutschen Gesellschaft Wild Bunch.
Ein erster Trailer zum Film wurde im November 2019 veröffentlicht.

## Synchronisation
Die deutschsprachige Synchronisation erfolgte durch DMT Digital Media Technologie GmbH, Hamburg; Dialogbuch und Dialogregie: Henning Stegelmann.
| Darsteller         | Sprecher              | Rolle      |
| ------------------ | --------------------- | ---------- |
| Aline Belibi       | Nadine Wöbs           | Alice      |
| Souheila Yacoub    | Katharina von Keller  | Betsy      |
| Oulaya Amamra      | Simona Pahl           | Djemila    |
| Louise Chevillotte | Leonie Landa          | Geneviève  |
| Alice Rahimi       | Merete Brettschneider | Jasmine    |
| Teddy Chawa        | Bojan Vucetic         | Jean-René  |
| Logann Antuofermo  | Flemming Stein        | Luc        |
| André Wilms        | Achim Schülke         | Lucs Vater |
| Martin Mesnier     | Patrick Stamme        | Paco       |
| Stefan Crepon      | Markus Hanse          | Victor     |
|                    | Tetje Mierendorf      | Erzähler   |

## Auszeichnungen
Mit Das Salz der Tränen konkurrierte Garrel erstmals um den Goldenen Bären, den Hauptpreis der Berlinale. Der Film blieb aber unprämiert. Bei der Verleihung der Prix Lumières 2021 folgte eine Nominierung für Kameramann Renato Berta, während der Film selbst in der Jahresbestenliste der Cahiers du cinéma einen achten Platz belegte.

## Kritik
"Garrel hat Luc überaus negativ und unsympathisch gezeichnet: feige und konfliktscheu im Umgang mit Djemila, verantwortungslos und niederträchtig im Umgang mit Geneviève, unentschieden und eifersüchtig im Umgang mit Betsy. Die Frauen sind dem Mann, ..., überlegen, sowohl an Reife als auch an Integrität. Doch ... versucht Luc nicht, ihnen auf Augenhöhe zu begegnen, im Gegenteil: Luc ist anmaßend und fordernd, selbstgefällig und gefühlskalt. ... Er ist ein Jäger, der die Verführung liebt, nicht die Liebe....der Film entlarvt konsequent eine männlich-bevormundende Perspektive, die keine feste Bindung eingehen will und nur die eigene aktuelle Befindlichkeit für den Lebensweg gelten lässt. Und er zeigt, was solchen Männern am Ende bleibt: nichts."
"Philippe Garrel erschuf einen bewegenden Film über einen jungen Mann, der das Leben und die Leidenschaft entdeckt. Gleichzeitig verdrängt er Verantwortung und macht die schmerzliche Erfahrung, dass man Verpasstes nicht nachholen kann. Die körnigen Schwarz-Weiß-Bilder und das so schlichte wie eingängige Klavier-Motiv geben dem Film etwas Zeitloses, Universelles."

"Einmal sagt Geneviève zu ihm: „Du liebst mich – im Moment.“ Dieser Satz mit Gedankenstrich trifft ziemlich genau Lucs vorläufiges Handeln, das noch keinem bestimmten oder gewissen Begriff von Liebe folgt und auf eine „ebenbürtige“ Gefährtin hofft. ... [So] bleiben seine Beziehungen unstet und von melancholischer Einsamkeit grundiert. Fast scheint es, als sei sein Los, den Wert des Verlorenen nur immer erst und mit vergeblichem Bedauern im Nachhinein ermessen zu können."

„Ruhiges, in bestechenden Schwarz-weiß-Bildern inszeniertes Drama über einen selbstbezogenen Mann-Typ, der mit seinem Verhalten irritiert und sich als Identifikationsfigur wenig anbietet. Darüber entlarvt der Film allerdings auch ein männlich-bevormundendes Verhaltensmuster, das sich durch seine Egozentrik letztlich alle Beziehungschancen verbaut.“